# Eugleniny
Eugleniny, klejnotki (Euglenophyta, Euglenida) – takson glonów ze względów morfologicznych włączanych do nieformalnej grupy wiciowców. Grupa protistów z kladu Euglenozoa obejmującego zarówno protisty w dawnych systemach określane jako zwierzęce, jak i roślinne. Są to jednokomórkowe organizmy wodne, w większości wolno żyjące. Od pozostałych przedstawicieli Euglenozoa odróżniające się obecnością pelikuli zbudowanej z białkowych pasków, często zdolne do fotosyntezy.

## Budowa komórki

Schemat budowy eugleny: 1 - wić długa, 2 - plamka oczna, 3 - fotoreceptor, 4 - wić krótka, 5 - gardziel, 6 - kinetosom, 7 - wodniczka tętniąca, 8 - ziarna paramylonu, 9 - chloroplasty, 10 - jądro, 11 - jąderko, 12 - błona komórkowa

Charakterystyczne dla ich budowy są dwie wici, plamka oczna i plastydy, w których znajduje się chlorofil a i b. Przeważnie występują dwie wici (rzadziej tylko jedna lub większa ich liczba) zbudowanych z 11 mikrotubul (układ 2+9). Umieszczone są w zagłębieniu komórki zwanym gardzielą (cytopharynx). Wyrastają z ciałek podstawowych (blefaroplastów). Jedna jest zwykle dużo krótsza, sięgając do połowy gardzieli. Dłuższa opatrzona jest jednostronnie mastygonemami – delikatnymi, rurkowatymi włoskami. Do gardzieli uchodzą wodniczki tętniące, a na jej ścianie znajduje się plamka oczna (stigma). Wbrew nazwie, gardziel nie służy do pobierania pokarmu.
Eugleniny w odróżnieniu od większości glonów nie mają właściwych ścian komórkowych, a ich ciało ochrania jedynie błona komórkowa z peryplastem, często gruba, przeważnie bogato rzeźbiona o nazwie pellikula. Zależnie od jej grubości komórki mogą lub nie zmieniać swój kształt. Paski peryplastu pokryte błoną komórkową otaczają ciało spiralnie. Znajdują się na nich brodawki wydzielające śluz. Układ prążków jest stosowany w tradycyjnej systematyce euglenin, gdyż ich liczba jest stała dla gatunku. 
W komórkach euglenin występuje jedno kuliste lub elipsoidalne jądro komórkowe. 
Wiele euglenin, choć nie wszystkie, ma zielone chromatofory, czyli chloroplasty o kształcie wstęgowatym, gwiaździstym lub tarczowatym. Ich biochemia jest zbliżona do roślin, a zwłaszcza zielenic, co wynika z ich endosymbiotycznej historii ewolucyjnej. Otoczone są trzema błonami. Zawierają one następujące barwniki fotosyntetyczne: chlorofil a, chlorofil b, β-karoten, ε-karoten, zeaksantyna, wiolaksantyna, flawoksantyna, neoksantyna, kryptoksantyna, echinenon, euglenanon, antheroksantyna, astaksantyna. W chloroplastach lub na zewnątrz chloroplastów znajdują się pirenoidy. Na zewnątrz chloroplastów, w pobliżu pirenoidów wytwarzany i odkładany jest paramylon. U gatunków bezzieleniowych substancja zapasową jest tłuszcz, rzadziej paramylon.
U niektórych gatunków występują również barwne (czerwone) organella innego typu zawierające hematochrom. Gdy ciałka te znajdują się w pobliżu pelikuli, komórki przybierają czerwoną barwę, gdy przemieszczają się w głąb cytoplazmy – dominuje barwa zielona. Zmiany te często są następstwem zmian oświetlenia podczas doby.

## Tryb życia

### Sposób odżywiania się

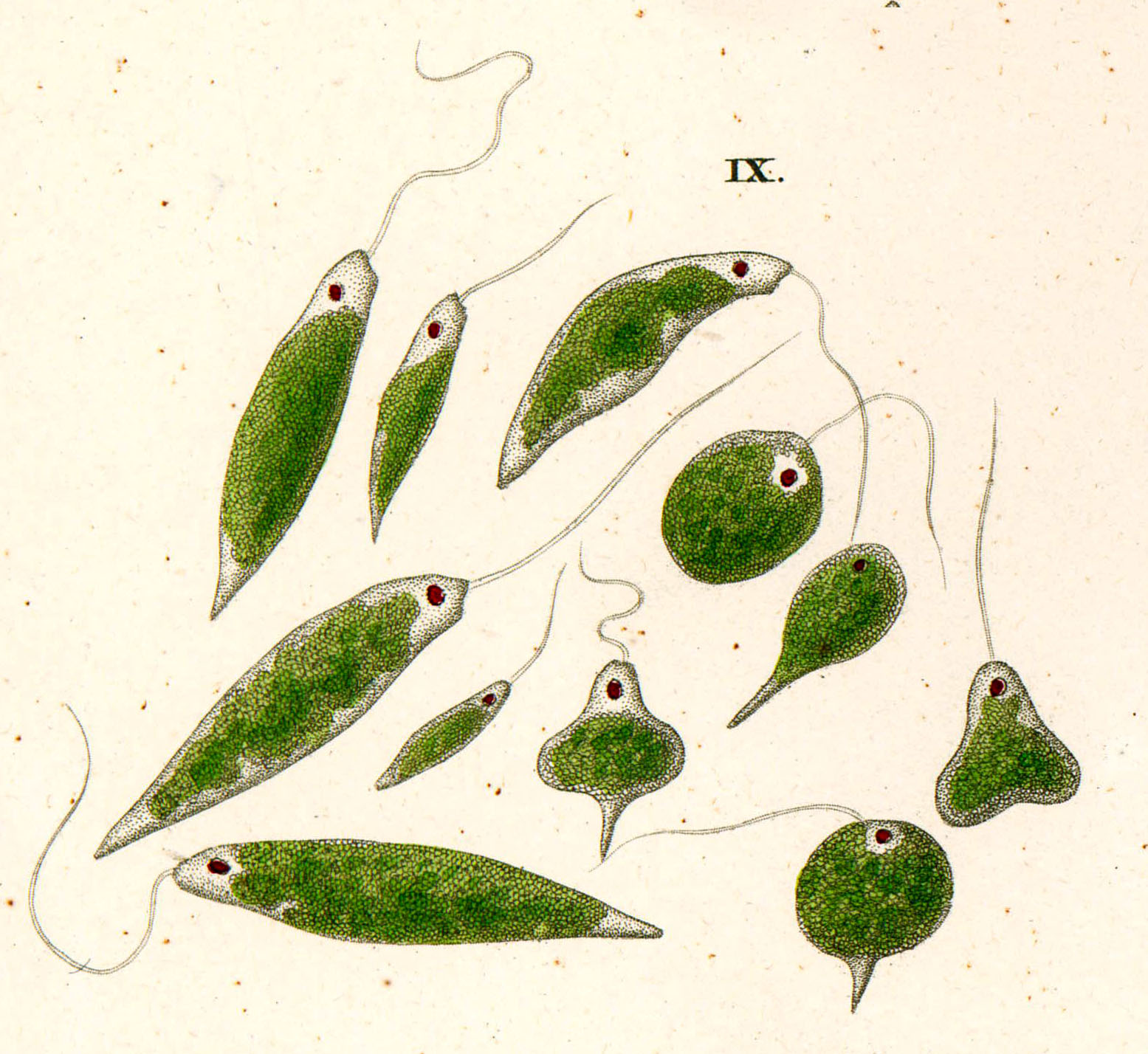
Euglena zielona

Chloroplasty euglenin są najprawdopodobniej potomkami dawnych zielenic przysposobionymi w procesie wtórnej endosymbiozy, choć pewne przesłanki wskazują na dodatkowy poziomy transfer genów z linii krasnorostowej. Dzięki temu są one zdolne do fotosyntezy, a więc są autotrofami. Bezzieleniowe eugleniny są heterotrofami, odżywiając się na drodze fagocytozy lub osmotrofii, a autotroficzne gatunki są zdolne do miksotrofii, w zależności od warunków. Nawet gatunki fotoautotroficzne do rozwoju mogą potrzebować źródła azotu organicznego i witamin (auksotrofia). Różne szczepy nawet tego samego gatunku (np. Euglena gracilis) mogą wymagać do wzrostu różnych substancji. Heterotroficzne eugleniny mogą być saprotrofami lub pasożytami zwierząt.

### Ruchliwość
Eugleniny w postaci typowej (monadalnej) poruszają się dzięki ruchom wici. Ruch taki zwykle jest śrubowy, tj. wiąże się z rotacją ciała. Zdolne są również do ruchów ślizgowych. Gatunki o bardziej elastycznej pelikuli mogą wytwarzać nibynóżki. Sztywność i spiralność pelikuli umożliwia specyficzne zmiany kształtu ciała (metabolię), które też mogą służyć do ruchu zwanego euglenoidalnym. W pewnych sytuacjach odrzucają wici, otaczają galaretowatym śluzem, nieruchomieją i dzieląc się tworzą zgrupowania komórek (stadium palmelloidalne). Mogą również tworzyć przetrwalnikowe cysty. Zdarzają się gatunki osiadłe.

### Siedlisko
Większość euglenin żyje w wodach słodkich, najczęściej w niewielkich zbiornikach wodnych, czasem zanieczyszczonych materią organiczną (co wiąże się z ich zdolnością do miksotrofii). Eugleniny jako grupa traktowane są jako wskaźnik α-mezosaprobowości, choć mogą wśród nich być gatunki wymagające wód czystszych i znoszące jeszcze silniejsze zanieczyszczenia (np. Euglena viridis). Spotykane są w śródlądowych wodach słonawych, glebie, wodach polihumusowych, rzadko w morzach. Mogą tworzyć zakwity.

## Rozmnażanie
Eugleniny rozmnażają się przez podział podłużny komórki. Jądro dzieli się mitotycznie, bez wrzeciona podziałowego. Podczas podziału dzielą się paski peryplastu, stigma, aparat wiciowy itd. Procesy płciowe są znane słabo, według niektórych badaczy być może wcale nie występują.

## Systematyka
Systematyka euglenin długo nastręczała trudności zarówno na poziomie odkrywania pokrewieństwa między rodzajami, jak i między eugleninami a innymi grupami. Ze względu na specyficzny status, pozostawały one poza głównym obszarem zainteresowań tak botaniki, jak i zoologii. Szczególne trudności taksonomiczne sprawiały eugleniny bezzieleniowe i stan ten trwa również na początku XXI w., mimo rozwoju filogenetyki molekularnej. 
W połowie XX w. Leedale zaproponował system podziału na następujące rzędy (bez wydzielania rodzin):
- Eutrepiales (eutreptiowce), np. Eutreptia – glony o wiciach jednakowej długości
- Euglenales (euglenowce), np. Colacium, Euglena, Phacus, Lepocinclis, Trachelomonas – typowe eugleniny
- Rhabdonemonadales – protisty bezzieleniowe
- Sphaenomonadales – protisty bezzieleniowe
- Heteronematales – protisty bezzieleniowe
- Euglenomorphales – protisty bezzieleniowe

Na początku XXI w. zaproponowano podział na następujące taksony:
- Heteronematina, np. Dinema, Entosiphon, Peranema, Petalomonas, Ploeotia – protisty pierwotnie bezzieleniowe (fagotroficzne), takson parafiletyczny, z którego wywodzą się pozostałe grupy
- Euglenea, np. Euglena, Eutreptia, Phacus, Trachelomonas – eugleniny zdolne do fotosyntezy, niektóre wtórnie bezzieleniowe (osmotroficzne)
- Aphagea, np. Distigma, Rhabdomonas – protisty wtórnie bezzieleniowe (osmotroficzne, bez aparatu trawienia fagotroficznego)